# Tweede Kamerverkiezingen 1989/Kandidatenlijst/PvdA
Dit is de kandidatenlijst voor de Tweede Kamerverkiezingen 1989 van de PvdA.

## De lijst
De lijst verschilde per kieskring, waarbij in enkele kieskringen de lijsten overeenkwamen. Alle lijsten hadden gemeen dat ze werden aangevoerd door partijleider Wim Kok.
- vet: verkozen
- schuin: voorkeurdrempel overschreden

### 's-Hertogenbosch
1. Wim Kok[1][2] - 193.649 stemmen[3]
2. Bram Stemerdink - 1.970[4]
3. Jan Achttienribbe-Buijs - 1.418
4. Dick de Cloe - 522[5]
5. Jan van Zijl[2][6] - 153[5]
6. Greet van Dam-van der Molen - 2.498
7. Pierre van Kleef - 162
8. Sheila Rodrigues Loopes - 789
9. Owen Venloo - 67[7]
10. Jan Nico Scholten - 433[5]
11. Jan Jetten - 114
12. Arnold van den Wollenberg - 199
13. Henk Jagersma - 120[7]
14. Wim Stoppelenburg - 386
15. Henk Smeets - 159
16. Frits Castricum[8] - 81[9]
17. Frits Niessen[8] - 54[9]
18. Joost Kant - 149
19. Gezien Reinders - 114
20. Jan Zwikker - 53
21. Willem Vermeend[10] - 134[11]
22. Willemien Timmermans-van der Wal - 396
23. Albert Scheerder - 242
24. Thijs Wöltgens[12] - 89[7]
25. Elske ter Veld[13] - 306[14]
26. Wil van der Weide - 198
27. Eveline Herfkens[15] - 97[16]
28. Secil Arda - 34[5]
29. Lini Hake-van Ravesteyn - 91
30. Thanasis Apostolou[13] - 146[5]

### Tilburg
1. Wim Kok[1][2] - 153.589 stemmen[3]
2. Frits Castricum - 1.079[9]
3. Frits Niessen - 513[9]
4. Josephine Verspaget - 2.818
5. Mieke van der Burg[6] - 410[5]
6. Frouke Stoeckart-van Dijk - 114[5]
7. Dick Bisschop - 827
8. Tineke van Dam-Boot - 380
9. Rita Barto-van Wijngaarden - 195
10. Owen Venloo - 38[7]
11. Henk Jagersma - 49[7]
12. Piet Kruizinga - 21[4]
13. Pieter Martens - 120
14. Mariëlle Lauwen - 125
15. Cor Jonkergouw - 322
16. Bram Stemerdink[17] - 45[4]
17. Dick de Cloe[17] - 52[5]
18. Renee Erich-Vermee - 190
19. Jacques Costongs - 122
20. Francien Bogmans - 77
21. Ad Jansen - 80
22. Elly Pastoors - 148
23. Kees Bakx - 120
24. Greet Ermen - 230
25. Jos van de Sande - 109
26. Ineke Haas-Berger[18] - 74[19]
27. Hans Krosse - 132
28. Elske ter Veld[13] - 138[14]
29. Eveline Herfkens[15] - 72[16]
30. Rein Welschen - 390

### Arnhem, Nijmegen, Lelystad
1. Wim Kok[1][2] - 354.489 stemmen[3]
2. Hans Alders - 2.681[9]
3. Eveline Herfkens - 9.279[16]
4. Frans Leijnse - 260[20]
5. Maarten van Traa - 289[20]
6. Margo Vliegenthart - 889[5]
7. Ad Melkert - 442[9]
8. Jaap Jelle Feenstra[6] - 225[5]
9. Joke Kersten-van Lin[6] - 585
10. Wim Scheerder - 446
11. Elske ter Veld[13] - 943[14]
12. Dick Dolman[10] - 642[16]
13. Corry Verhulst - 700
14. Willemien Ruygrok - 642[9]
15. Henk Jagersma - 53[7]
16. Erik Jurgens[6] - 75[9]
17. Geke Buwalda-Buenk - 153
18. Chris Peeters - 171
19. Jaap Modder - 275
20. Secil Arda - 140[5]
21. Piet Bijl - 243
22. Jacques Thielen - 133
23. Joukje van den Berg-Otter - 213
24. Jan van Zijl[17][2][6] - 27[5]
25. Willemien Penterman - 252
26. Dick Tiemens - 426
27. Jim Lopulalan - 284[5]
28. Emmy Witbraad-Wiltink - 305
29. William Lelieveldt - 120
30. Harry Keereweer - 376

### Rotterdam
1. Wim Kok[1][2] - 126.665 stemmen[3]
2. Hans Kombrink - 3.080[20]
3. Frans Moor - 255[5]
4. Piet de Visser[6] - 879[5]
5. Nelly Kukler - 1.225[9]
6. Erik Peter van Heemst[6] - 188[5]
7. Ruud van Middelkoop[6] - 230
8. Ernst Kleisterlee - 137
9. Frouke Stoeckart-van Dijk - 767[5]
10. Wim Vleugels - 117
11. Rob Beek - 101
12. Gerard Peet - 109
13. Marianne Schuurs - 666
14. Harry Sieljes - 20[7]
15. Kees Marges - 127
16. Leni van Rijn-Vellekoop[10] - 90[5]
17. Jeltje van Nieuwenhoven[21] - 156[22]
18. Theo Meuwese - 26
19. Elske ter Veld[13] - 233[14]
20. Maarten van Traa[15] - 19[20]
21. Tineke Netelenbos-Koomen[23] - 38[20]
22. Henk Oedairam - 473
23. Willem Vermeend[10] - 98[11]
24. Ineke Haas-Berger[18] - 82[19]
25. Koos van der Vaart[10] - 10[5]
26. Eveline Herfkens[15] - 86[16]
27. Jan Pronk[12] - 47[19]
28. Dick Dolman[10] - 222[16]

### 's-Gravenhage
1. Wim Kok[1][2] - 73.550 stemmen[3]
2. Gerrit Jan van Otterloo - 1.195
3. Nelly Kukler - 1.409[9]
4. Ella Kalsbeek-Jasperse[10] - 234[9]
5. Mient Jan Faber - 439
6. Johan Chandoe - 987[9]
7. Wobbie Plemper-Veltman - 58[9]
8. Paul Klink - 131
9. Piet Kruizinga - 25[4]
10. Willemien Ruygrok - 249[9]
11. Jaap Huurman - 120
12. Jeltje van Nieuwenhoven[21] - 199[22]
13. Henk Jagersma - 11[7]
14. Jan Pronk[12] - 69[19]
15. Willem Vermeend[10] - 103[11]
16. Frans Moor[24] - 19[5]
17. Erik Jurgens[6] - 14[9]
18. Elske ter Veld[13] - 273[14]
19. Thijs Wöltgens[12] - 44[7]
20. Hans Kombrink[24] - 83[20]
21. Harry Sieljes - 18[7]
22. Ineke Haas-Berger[18] - 80[19]
23. Tineke Netelenbos-Koomen[23] - 24[20]
24. Piet de Visser[6] - 41[5]
25. Tineke Witteveen-Hevinga[25] - 26[9]
26. Eveline Herfkens[15] - 122[16]
27. Willie Swildens-Rozendaal[26] - 23[4]
28. Frans Leijnse[15] - 10[20]
29. Dick Dolman[10] - 262[16]

### Leiden, Dordrecht
1. Wim Kok[1][2] - 339.026 stemmen[3]
2. Dick Dolman - 3.902[16]
3. Willem Vermeend - 1.361[11]
4. Leni van Rijn-Vellekoop - 6.011[5]
5. Koos van der Vaart - 229[5]
6. Ella Kalsbeek-Jasperse - 1.778[9]
7. Leo Schoots - 645
8. Arie de Jong[6] - 295
9. Nelly Kukler - 725[9]
10. Elly de Jeu - 512
11. Kees Oskam - 272
12. Erik Peter van Heemst[6] - 199[5]
13. Harry Sieljes - 191[7]
14. Tineke Dekkinga - 459
15. Boudewijn Bruil - 114
16. Inge Visser-Drost - 335
17. Arend Ketting - 319
18. Guus te Wechel - 70
19. Auke de Vries - 161
20. Nico Lamers - 175
21. John Ranshuijsen - 260
22. Johan Chandoe - 359[9]
23. Kees van der Zalm - 78
24. Ruud de Vries - 113
25. Sjan van Halteren - 104
26. Johan van Workum - 47
27. Henk Letschert - 48
28. Vincent Gerris - 81
29. Elske ter Veld[13] - 1.323[14]
30. Wijnie Jabaaij - 786

### Amsterdam
1. Wim Kok[1][2] - 136.282 stemmen[3]
2. Jan Schaefer - 1.959[5]
3. Jeltje van Nieuwenhoven - 6.881[22]
4. Rob van Gijzel - 317
5. Erik Jurgens[6] - 362[9]
6. Annet de Waart-Bakker - 2.640
7. Dick Benschop - 122
8. Leo Balai - 368
9. Willie Swildens-Rozendaal[26] - 193[4]
10. Coos Huijsen - 164[5]
11. Bert Koenders - 64[5]
12. Joyce Overdijk-Francis - 280[9]
13. Laurens Slot - 97
14. Adriaan Wirtz - 17
15. Wobbie Plemper-Veltman - 72[9]
16. Janherman Veenker - 226
17. Ineke van der Storm - 135[5]
18. Harry Sieljes - 29[7]
19. Joke van Unen - 315
20. Henk Jagersma - 14[7]
21. Piet Kruizinga - 11[4]
22. Dick Dolman[10] - 275[16]
23. Eveline Herfkens[15] - 376[16]
24. Maarten van Traa[15] - 185[20]
25. Jan Pronk[12] - 177[19]
26. Thijs Wöltgens[12] - 128[7]
27. Ad Melkert[15] - 36[9]
28. Ineke Haas-Berger[18] - 348[19]
29. Willem Vermeend[10] - 256[11]
30. Elske ter Veld[13] - 862[14]

### Den Helder
1. Wim Kok[1][2] - 145.245 stemmen[3]
2. Aad Kosto - 977
3. Henk Vos - 569
4. Willie Swildens-Rozendaal - 2.446[4]
5. Gerrit Valk[6] - 418
6. Leny Jansen-van der Gevel - 1.032
7. Margreet Horselenberg-Koomen - 983
8. Owen Venloo - 62[7]
9. Cees Bijl - 547
10. Chrisla Posthuma-de Bruin - 255
11. Jan van Eeden - 324
12. Dirk Dekker - 98
13. Joan van Baarle - 103
14. Walter Hooghiemstra - 98
15. Eveline Herfkens[15] - 267[16]
16. Roel Kingma - 45
17. Elske ter Veld[13] - 349[14]
18. Jan Postma - 93
19. Jeltje van Nieuwenhoven[21] - 301[22]
20. Thom Groothuis - 201
21. Caty Bartstra-Odenkirchen - 99
22. Rolf Oosterbaan - 50
23. Dineke Harmsen-Brugge - 208
24. Dick Dolman[10] - 126[16]
25. Janny Sandstra-Loots - 77
26. Bram Stemerdink[17] - 21[4]
27. Julia Wennekes - 78
28. Willem Vermeend[10] - 125[11]
29. Helga Lelieveld - 171
30. Jan Pronk[12] - 105[19]

### Haarlem
1. Wim Kok[1][2] - 126.288 stemmen[3]
2. Piet Stoffelen - 567
3. Tineke Netelenbos-Koomen - 4.298[20]
4. Joyce Overdijk-Francis - 649[9]
5. Wobbie Plemper-Veltman - 390[9]
6. Steven Dijk - 265
7. Marcel Kampers - 254
8. Ineke van der Storm - 314[5]
9. Jesse Flink - 122
10. Coos Huijsen - 77[5]
11. Elisabeth Goedhart - 185
12. Joachim Driessen - 75
13. Nel Griffioen-Smit - 136
14. Jan van Wensveen - 158
15. Bert van Brakel - 37
16. Willie Swildens-Rozendaal[26] - 43[4]
17. Ineke Haas-Berger[18] - 208[19]
18. Jeltje van Nieuwenhoven[21] - 353[22]
19. Willem Vermeend[10] - 164[11]
20. Willemien Ruygrok - 327[9]
21. Ilonka de Lange - 77
22. Eveline Herfkens[15] - 144[16]
23. Jan-Evert Keman - 42
24. Erik Boshuijzen - 40
25. Owen Venloo - 92[7]
26. Henk Wooldrik - 40
27. Elske ter Veld[13] - 218[14]
28. Douwe van Dam - 65
29. Marijke Drees - 450
30. Dick Dolman[10] - 318[16]

### Middelburg
1. Wim Kok[1][2] - 59.616 stemmen[3]
2. John Lilipaly - 1.828
3. Tjeu Strous - 239
4. Elske ter Veld[13] - 610[14]
5. Martha Blom - 451
6. Frits Castricum[8] - 31[9]
7. Toine Huijsmans - 322
8. Jeltje van Nieuwenhoven[21] - 83[22]
9. Piet Hamelink - 57
10. Pieter Vollaard - 156
11. Thijs Wöltgens[12] - 29[7]
12. Hans Alders[15] - 6[9]
13. Relus ter Beek[25] - 11[5]
14. Willem Vermeend[10] - 41[11]
15. Dick Dolman[10] - 33[16]
16. Eveline Herfkens[15] - 43[16]
17. Bram Stemerdink[17] - 8[4]
18. Frits Niessen[8] - 4[9]
19. Irene Sandel - 16[9]
20. Jan Nico Scholten - 27[5]
21. Hans Kombrink[24] - 22[20]
22. Owen Venloo - 0[7]
23. Jan Pronk[12] - 6[19]
24. Maarten van Traa[15] - 5[20]
25. Bonno Spieker[18] - 3[5]
26. Flip Buurmeijer[1] - 2[9]
27. Jan Schaefer[21] - 26[5]
28. Tineke Netelenbos-Koomen[23] - 30[20]
29. Frans Leijnse[15] - 23[20]

### Utrecht
1. Wim Kok[1][2] - 139.482 stemmen[3]
2. Elske ter Veld - 8.167[14]
3. Wim van Gelder - 562
4. Thanasis Apostolou - 566[5]
5. Mieke van der Burg[6] - 1.756[5]
6. Ab Engelsman - 110
7. Wil Voogt - 161
8. Joyce Overdijk-Francis - 161[9]
9. Livia Lankreijer-van Eijle - 117
10. Piet van Baal - 67
11. Irene Sandel - 100[9]
12. Cor van Liempde - 94
13. Piet Kruizinga - 75[4]
14. Hennie van Beek - 137
15. Marka Spit - 110
16. Nelleke Wuurman - 163
17. Marius Guichelaar - 88
18. Özden Kutluer-Yalim - 207
19. Frans van Hellemondt - 51
20. Wim Hart - 35
21. Elga Schenk-Klein Kranenbarg - 93
22. Willy Wagenmans - 36
23. Ruth Friedländer - 67
24. Peter de Klerk - 59
25. Ella Kalsbeek-Jasperse[10] - 30[9]
26. Margo Vliegenthart[15] - 99[5]
27. Jaap Jelle Feenstra[6] - 40[5]
28. José Hageman - 93
29. James van Lidth de Jeude - 197
30. Fons Asselbergs - 241

### Leeuwarden
1. Wim Kok[1][2] - 143.492 stemmen[3]
2. Kees Zijlstra - 1.642[5]
3. Wilfried de Pree - 741
4. Joop van den Berg - 776
5. Sjoukje Akkerman[6] - 3.091
6. Annet van der Hoek - 832
7. Bertus Mulder - 119
8. Jikke Schaafstal-Cuperus - 161
9. Jan Metzlar - 225
10. Wietze de Haan - 134
11. Bareld de Vries - 134
12. Esther Roosen - 336
13. Sicko Heldoorn - 125
14. Gerrit Leune - 112
15. Annie Welles-Jongedijk - 115
16. Jan Frieswijk - 70
17. Frans Brouwers - 30
18. Bert Versteeg - 60
19. Piet Mandemaker - 44
20. Hessel Kramer - 26
21. Johanneke Liemburg - 221
22. Jaap Scheltens - 73
23. Rita van Gelder - 60
24. Egbert Otter - 72
25. Nanke Terpstra-Hartsuyker - 75
26. Tjebbe Hettinga - 63
27. Grytsje Durkstra - 125
28. Jeltje van Nieuwenhoven[21] - 175[22]
29. Willem Vermeend[10] - 52[11]
30. Dick Dolman[10] - 144[16]

### Zwolle
1. Wim Kok[2] - 185.691 stemmen[3]
2. Flip Buurmeijer - 1.580[9]
3. Jan Lonink - 1.121
4. Jacqueline Beijlen-Geerts[2] - 2.479
5. Dineke Brons - 1.691
6. Janna Stegink-van Olst - 580
7. Bert Koenders - 79[5]
8. Harry Sieljes - 52[7]
9. Peter de Noord - 232
10. Eric Helder - 312
11. Ingrid Petiet - 430
12. Aase Domela Nieuwenhuis - 160
13. Bernard Ziel - 122
14. Jan Altena - 222
15. Marian ter Velde-Wageningen - 416
16. Henk Jagersma - 13[7]
17. Owen Venloo - 11[7]
18. Jaap Perlot - 76
19. Ruud Zuidhoek - 174
20. Irene Sandel - 40[9]
21. Rien Mertens - 89
22. Johan Chandoe - 37[9]
23. Tineke Witteveen-Hevinga[25] - 61[9]
24. Pieter Grondel - 121
25. Elske ter Veld[13] - 220[14]
26. Willem Vermeend[10] - 109[11]
27. Frans Leijnse[15] - 15[20]
28. Hans Alders[15] - 59[9]

### Groningen
1. Wim Kok[1][2] - 152.476 stemmen[3]
2. Ineke Haas-Berger - 5.197[19]
3. Jacques Wallage - 760
4. Bonno Spieker - 439[5]
5. Martin Zijlstra[6] - 345
6. Mariet Witkamp-Ockels[6] - 665
7. Piet Boekhoudt - 190
8. Gerard Beukema - 441
9. Rein Zunderdorp - 460
10. Rineke Klijnsma - 574
11. Gerben Poortinga - 84
12. Anneke Walsma - 362
13. Maarten van Traa[15] - 46[20]
14. Elske ter Veld[13] - 335[14]
15. Hans Kombrink[24] - 101[20]
16. Gerrit van Werven - 80
17. Walfred Haans - 64
18. Mirjam de Meijer - 74
19. Ireen Folkerts-Delea - 63
20. Berend Kingma - 51
21. Jan Dobma - 140
22. Ed van Eijbergen - 37
23. Gerda Bosma - 123
24. Gert van den Bremen - 98
25. Brita Thieme-Domela Nieuwenhuis Nijegaard - 72
26. Jan Köller - 33
27. Ria Meijvogel - 115
28. Teun Jan Zanen - 42
29. Hans Mobers - 162
30. Piet Huisman - 193

### Assen
1. Wim Kok[1][2] - 118.221 stemmen[3]
2. Relus ter Beek - 1.607[5]
3. Tineke Witteveen-Hevinga - 2.246[9]
4. Bert Middel[6] - 238
5. Harry Sieljes - 62[7]
6. Lies van Urk - 1.059
7. Elske ter Veld[13] - 365[14]
8. Jim Lopulalan - 102[5]
9. Willem Vermeend[10] - 89[11]
10. Dineke van As-Kleywegt - 463
11. Jan van Dalen - 70
12. Ineke Haas-Berger[18] - 177[19]
13. Hans Schaap - 109
14. Flip Buurmeijer[1] - 24[9]
15. Anja Kuijper - 154
16. Hans Kombrink[24] - 39[20]
17. Henk Weggemans - 156
18. Kees Zijlstra[27] - 31[5]
19. Janneke Harmsma - 170
20. Jeltje van Nieuwenhoven[21] - 62[22]
21. Ab Haak - 121
22. Ad Melkert[15] - 22[9]
23. Thijs Wöltgens[12] - 10[7]
24. Geesje Lokhorst-Weggemans - 177
25. Jan Pronk[12] - 22[19]
26. Frans Westenbrink - 195
27. Tineke Netelenbos-Koomen[23] - 20[20]
28. Aaldert Duiven - 49
29. Meent van der Sluis - 127
30. Frans Leijnse[15] - 30[20]

### Maastricht
1. Wim Kok[1][2] - 175.414 stemmen[3]
2. Thijs Wöltgens - 9.659[7]
3. Jan Pronk - 2.309[19]
4. Servaas Huys - 1.183
5. Marianne Ruigrok-Verreijt - 6.764
6. Monique Quint-Maagdenberg[6] - 1.300
7. Rein Hummel - 7.347
8. Henk Opsteegh - 626
9. Jan Reerink - 463
10. Andre Bloemers - 743
11. Vera van Piggelen-Schwerzel - 300
12. Albert Veenendaal - 831
13. Lies Koolen-Peeters - 234
14. Eef Kogeldans-Pinas - 369
15. Gerard Peters - 481
16. Jessie Koene-Pijpers - 343
17. Wil Paes - 1.026
18. Helen Jägers - 277
19. Martin Nooijens - 198
20. John van Dijk - 607
21. Dorien Tobi-Visser - 331
22. Fons Tans - 111
23. Thei Gybels - 1.220
24. Wilma Adriaans - 396
25. Odile Wolfs - 188
26. Anis Haidar - 136
27. Mia Ebbelink-Eikenboom - 609
28. Henk Willems - 170
29. Andre Coumans - 534
30. Jan Tindemans - 472

CDA · PvdA · VVD · D66 · SGP · Groen Links · GPV · RPF · VCN · SP · Humanistische Partij · Milieu Defensie Partij 2000+ · PDS · Realisten Nederland · AWP · Bejaarden Centraal · Vrouwenpartij · Socialistische Minderheden Partij · Centrumdemocraten · De Groenen · PPvO · VMP · SAP · Grote Alliance Partij · Staatkundige Federatie
1946 · 1948 · 1952 · 1956 · 1959 · 1963 · 1967 · 1971 · 1972 · 1977 · 1981 · 1982 · 1986 · 1989 · 1994 · 1998 · 2002 · 2003 · 2006 · 2010 · 2012 · 2017 · 
2021 · 2023